# Stora Svartsjön, Södermanland
Stora Svartsjön är en sjö i Gnesta kommun i Södermanland och ingår i Trosaåns huvudavrinningsområde.